# Zelotes haplodrassoides
Zelotes haplodrassoides este o specie de păianjeni din genul Zelotes, familia Gnaphosidae. A fost descrisă pentru prima dată de Denis, 1955. Conform Catalogue of Life specia Zelotes haplodrassoides nu are subspecii cunoscute.